# Voltigierweltcup

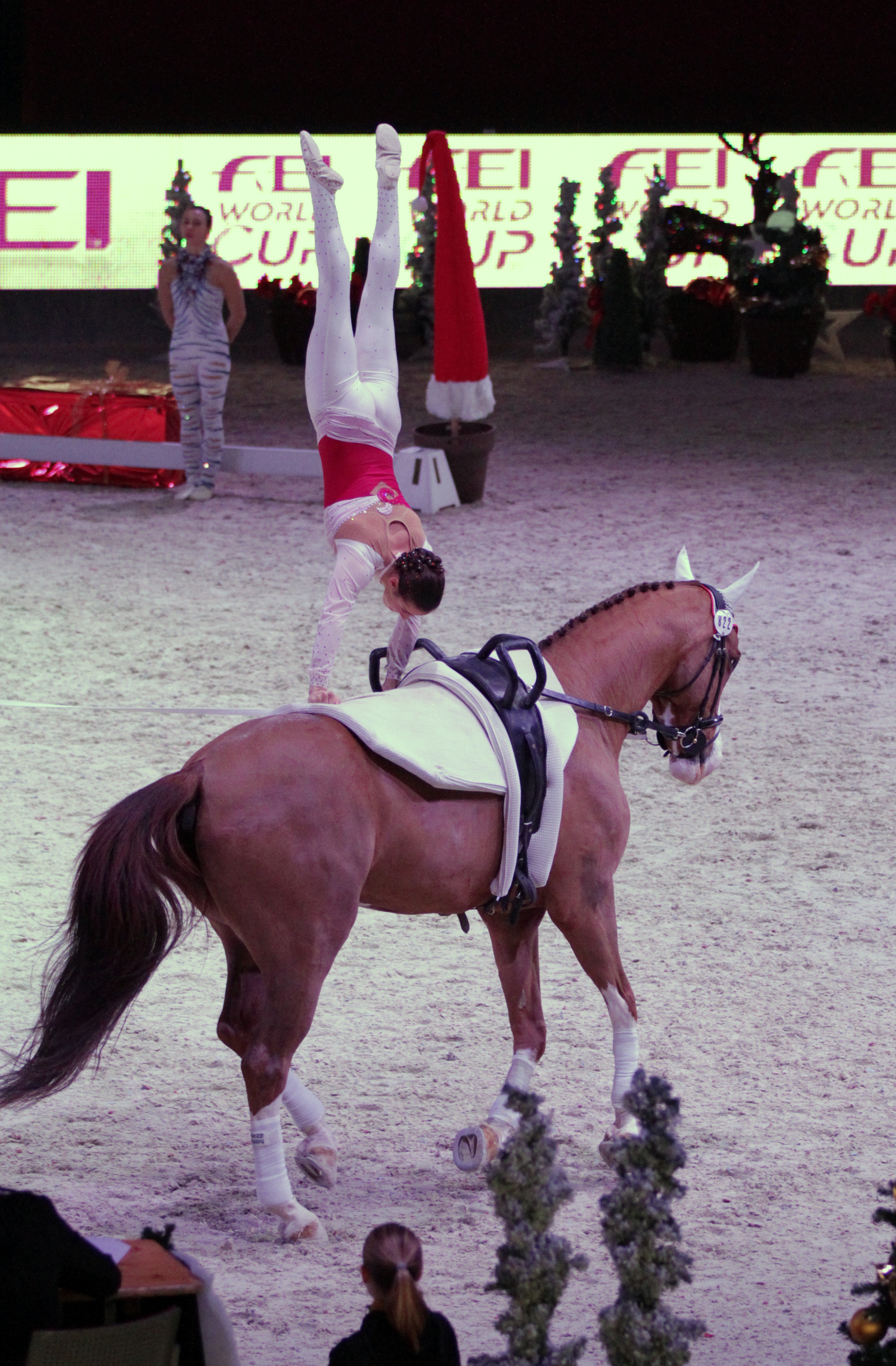
Anna Cavallaro bei der Weltcupetappe von Salzburg 2012

Der FEI Voltigierweltcup (FEI Vaulting World Cup™) ist eine seit dem Jahr 2011 vom Internationalen Pferdesportverband (FEI) ausgetragene Turnierserie.

## Geschichte und Modus
Die Idee, wie auch in anderen Pferdesportarten in der Hallensaison eine Weltcup-Turnierserie durchzuführen, stammt vom deutschen Voltigierer Kai Vorberg. Gemeinsam mit zwei der größten Turnierveranstalter aus Deutschland und Österreich, der EN GARDE Marketing GmbH und der horsedeluxe event GmbH, wurde die Turnierserie entwickelt und im Winter 2010/2011 erstmals – als offizielle Turnierserie der FEI – ausgerichtet.
Jede Weltcupetappe und auch das Weltcupfinale werden hierbei nach einem einfachen Modus durchgeführt: In jeder Konkurrenz des Weltcups (Einzel Damen, Einzel Herren, Pas-de-deux/Doppelvoltigieren) werden jeweils zwei Küren durchgeführt. Das Endergebnis wird hierbei jeweils aus der Addition der Ergebnisse der zwei Küren errechnet.
Bis zur Saison 2017/2018 wurde die Turnierserie als FEI-Weltcup Voltigieren (FEI World Cup™ Vaulting) bezeichnet.

## Wertungspunkte
Das System zur Vergabe der Wertungspunkte ist seit der ersten Saison weitgehend unverändert in Verwendung. Die Voltigierer können bei allen Etappen Wertungspunkte sammeln. Seit der Saison 2013/2014 gehen nur noch die zwei besten Ergebnisse eines jeden Voltigierers/Paars in die jeweiligen Gesamtwertungen ein.
Die Punktevergabe wurde bis zur Saison 2017/2018 wie folgt vorgenommen:
| Platz  | 1  | 2  | 3  | 4 | 5 | 6 | 7 | 8 |
| Punkte | 15 | 13 | 11 | 9 | 7 | 5 | 3 | 1 |

Zur Saison 2018/2019 wurde die Anzahl der möglichen Teilnehmer je Wertungsprüfung erhöht und die Tabelle zur Vergabe der Wertungspunkte angepasst:
| Platz  | 1  | 2  | 3  | 4 | 5 | 6 | 7 | 8 | 9 | 10 |
| Punkte | 15 | 13 | 11 | 9 | 7 | 5 | 4 | 3 | 2 | 1  |

Im Weltcupfinale starten alle Teilnehmer wieder bei Null, entscheidend für den Weltcupsieg ist nur das dortige Ergebnis.

## Weltcup 2010/2011
Die Saison 2010/2011 diente mit insgesamt fünf Turnieren als Testsaison. Es fanden Weltcupetappen in München (Munich Indoors), Dresden (Adventsturnier), Salzburg (Amadeus Horse Indoors) und Paris-Villepinte (Salon du cheval) statt. Bei allen Weltcupturnieren wurden Prüfungen im Einzelvoltigieren der Damen als auch Einzelvoltigieren Herren durchgeführt.
Das Weltcupfinale 2011 im Voltigieren wurde gemeinsam mit den Weltcup-Finalen im Dressurreiten, Springreiten und Vierspännerfahren in Leipzig ausgetragen.
In der Gesamtwertung der Damen lag Pia Engelberty, die bei allen vier Weltcupturnieren am Start war, mit 29 Wertungspunkten in Führung. Mit jeweils 26 Wertungspunkten folgten Antje Hill und Simone Wiegele (alle drei für Deutschland). Bei den Herren lag mit drei Siegen und somit 45 Wertungspunkten der Schweizer Patric Looser klar in der Gesamtwertung in Führung. Yvan Nousse (Frankreich / 35 Wertungspunkte) und Lukas Klouda (Tschechien / 27 Wertungspunkte) folgten auf den Plätzen zwei und drei.

### Ergebnis Weltcupfinale 2011 in Leipzig
| Wettbewerb    | Platz | Voltigierer    | Longenführer    | Pferd                         | Wertung 1. Kür | Wertung 2. Kür | Gesamt- wertung |
| ------------- | ----- | -------------- | --------------- | ----------------------------- | -------------- | -------------- | --------------- |
| Damen Einzel  | 1     | Simone Wiegele | Agnes Werhahn   | Arkansas                      | 8,320          | 8,613          | 8,467           |
| Herren Einzel | 1     | Patric Looser  | Alexandra Knauf | Record RS von der Wintermühle | 8,626          | 8,793          | 8,710           |

## Weltcup 2011/2012
In der Saison 2011–2012 fanden die Etappen des Weltcups in Kiel (Baltic Horse Show), München, Salzburg, Paris-Villepinte und Leipzig (Partner Pferd) statt.
Mit einem Sieg und drei dritten Plätzen sicherte sich Simone Jäiser aus der Schweiz den Spitzenplatz in der Gesamtwertung der Damen. Hinter ihr auf die Plätze zwei und drei kamen Anna Cavallaro (Italien / 37 Wertungspunkte) und Sarah Kay (Deutschland / 35 Wertungspunkte) folgten auf den Plätzen zwei und drei. Die Gesamtwertung im Einzel der Herren führte mit drei Siegen erneut Patric Looser an (45 Wertungspunkte). Es folgten mit 39 Punkten Viktor Brüsewitz aus Deutschland und mit 38 Punkten Lukas Klouda aus Tschechien.

### Ergebnis Weltcupfinale 2012 in Bordeaux
Das Weltcupfinale 2012 im Einzelvoltigieren wurde im Februar 2012 in Bordeaux ausgetragen. Für das im Messegelände Parc des expositions de Bordeaux ausgerichtete Turnier Jumping International de Bordeaux war dies eine doppelte Premiere: Neben dem Weltcupfinale der Voltigierer wurde zeitgleich auch erstmals in Bordeaux das Weltcupfinale im Vierspännerfahren durchgeführt.
Bei den Damen gewann Joanne Eccles, die bereits in Salzburg und Paris siegreich war, deutlich vor ihrer jüngeren Schwester Hannah Eccles. Auch bei den Herren war der Sieg deutlich, Patric Looser bestätigte seine Dominanz in dieser Weltcupsaison.
| Wett- bewerb  | Platz | Land | Voltigierer        | Longenführer        | Pferd                               | Wertung 1. Kür | Wertung 2. Kür | Gesamt- wertung |
| ------------- | ----- | ---- | ------------------ | ------------------- | ----------------------------------- | -------------- | -------------- | --------------- |
| Damen Einzel  | 1     | GBR  | Joanne Eccles      | John Eccles         | Bentley                             | 8,827          | 8,847          | 8,837           |
| Damen Einzel  | 2     | GBR  | Hannah Eccles      | John Eccles         | Bentley                             | 8,193          | 8,260          | 8,227           |
| Damen Einzel  | 3     | FRA  | Anne-Sophie Musset | Nelson Vidoni       | Harley                              | 8,227          | 8,200          | 8,214           |
| Herren Einzel | 1     | SUI  | Patric Looser      | Alexandra Knauf     | Record RS von der Wintermühle       | 8,780          | 8,853          | 8,817           |
| Herren Einzel | 2     | FRA  | Ivan Nousse        | Elke Schelp Lensing | Whisper 215                         | 7,847          | 8,613          | 8,230           |
| Herren Einzel | 3     | GER  | Viktor Brüsewitz   | Alexandra Knauf     | Harry Potter RS von der Wintermühle | 8,107          | 7,980          | 8,044           |

## Weltcup 2012/2013
Der Kalender der Saison 2012/2013 umfasste erneut fünf Wertungsprüfungen. Kiel trug ab jenem Jahr keine Voltigierprüfungen mehr aus, Bordeaux war in dieser Saison eine normale Etappe des Voltigier-Weltcups. Die Etappen wurden somit in München, Salzburg, Paris-Villepinte, Leipzig und Bordeaux ausgetragen. Neuer Austragungsort des Finals war in der Saison 2012/2013 Braunschweig.
Das Reglement des Weltcups wurde insofern geändert, dass von jedem Voltigierer nur noch die besten drei Ergebnisse in die Gesamtwertung eingingen. Die maximale Punktausbeute von 45 Wertungspunkten gelang bei den Damen Anna Cavallaro aus Italien, sie siegte in München, Salzburg und Leipzig. 39 Wertungspunkte brachte Simone Jäiser (Schweiz) auf den zweiten Rang, Rang drei ging an Carola Sneekes (Niederlande / 37 Wertungspunkte).
Bei den Herren war es der Franzose Nicolas Andréani, der mit drei Siegen in Paris, Leipzig und Bordeaux auf Rang eins der Gesamtwertung lag. Lukas Klouda (Tschechien) kam knapp dahinter auf 43 Punkte, 35 Wertungspunkte bedeuteten Rang drei für Ivan Nousse aus Frankreich.

### Ergebnis Weltcupfinale 2013 in Braunschweig
Zum ersten Mal trug eine Weltcupserie der FEI ein Weltcupfinale in Braunschweig aus. Das Weltcupfinale 2013 der Voltigierer fand in Rahmen der Löwen Classics statt, die 2013 vom 13. bis 17. März in der Volkswagen Halle durchgeführt wurden.
Im Einzel der Damen ging auch in Braunschweig der Sieg Anna Cavallaro. Während sie in der ersten Kürprüfung mit einer Note von über 9 klar in Führung ging, war die Entscheidung in der zweiten Kür deutlich knapper. Hier kam Simone Jäiser fast an das Ergebnis von Cavallaro heran (Rückstand von 0,066). 
| Wett- bewerb  | Platz | Land | Voltigierer      | Longenführer        | Pferd  | Wertung 1. Kür | Wertung 2. Kür | Gesamt- wertung |
| ------------- | ----- | ---- | ---------------- | ------------------- | ------ | -------------- | -------------- | --------------- |
| Damen Einzel  | 1     | ITA  | Anna Cavallaro   | Nelson Vidoni       | Harley | 9,056          | 8,888          | 8,972           |
| Damen Einzel  | 2     | SUI  | Simone Jäiser    | Rita Blieske        | Luk    | 8,514          | 8,822          | 8,668           |
| Damen Einzel  | 3     | GER  | Jennifer Braun   | Verena Rosenkranz   | Willow | 8,293          | 8,662          | 8,477           |
| Herren Einzel | 1     | FRA  | Nicolas Andréani | Elke Schelp Lensing | Carlos | 8,751          | 8,907          | 8,829           |
| Herren Einzel | 2     | GER  | Thomas Brüsewitz | Irina Lenkeit       | Airbus | 8,709          | 8,875          | 8,792           |
| Herren Einzel | 3     | FRA  | Ivan Nousse      | Elke Schelp Lensing | Carlos | 8,733          | 8,449          | 8,591           |

## Weltcup 2013/2014
Erstmals in der Saison 2013/2014 fanden Weltcup-Wettbewerbe im Doppelvoltigieren, dem Pas de deux, statt. In der Weltcupsaison 2013/2014 fanden Etappen in München, Stuttgart (Stuttgart German Masters), Paris-Villepinte, Salzburg und Leipzig statt, wobei in Stuttgart nur Wettbewerbe im Doppelvoltigieren ausgeschrieben waren. Das Weltcupfinale im Voltigieren wurde zum zweiten Mal in Bordeaux ausgetragen.
In die jeweiligen Gesamtwertungen gingen ab der Saison 2013/2014 nur noch die zwei besten Ergebnisse eines jeden Voltigierers/Paars ein. Im Einzel der Damen ging der Spitzenplatz an Anna Cavallaro (Italien / 30 Wertungspunkte). Je 26 Wertungspunkte errangen Corinna Knauf aus Deutschland und Simone Jäiser aus der Schweiz. Bei den Herren teilten sich Lukas Heppler (Schweiz) und Lukas Klouda (Tschechien) den ersten Rang mit 28 Wertungspunkten, jeweils 26 Wertungspunkte sammelten die Franzosen Jacques Ferrari und Nicolas Andréani.
In der ersten Weltcupsaison des Pas de deux kamen zwei Paare mit je 30 Punkten auf den ersten Platz der Gesamtwertung: Jasmin Lindner und Lukas Wacha aus Österreich und Pia Engelberty und Torben Jacobs aus Deutschland. Das US-amerikanische Schwesternpaar Cassidy Palmer und Kimberly Palmer kam auf 28 Wertungspunkte.

### Ergebnis Weltcupfinale 2014 in Bordeaux
Das Weltcupfinale 2014 wurde im Rahmen von Jumping International de Bordeaux in Bordeaux ausgetragen, das Turnier fand vom 7. bis 9. Februar 2014 statt. Wie schon zwei Jahre zuvor fand hier zeitgleich auch das Weltcupfinale der Vierspännerfahrer statt.
Bei den Damen verteidigte Anna Cavallaro ihren Vorjahressieg, gleiches gelang Nicolas Andréani beim Einzel der Herren. Beim Doppelvoltigieren gingen Jasmin Lindner und Lukas Wacha als amtierende Welt- und Europameister als Favoriten an den Start. Nachdem sie bereits die erste Kür mit Vorsprung gewannen, war der Sieg in der zweiten Kür mit einer Note von 9,120 äußerst deutlich. Dies brachte ihnen in der Addition somit den Weltcupfinalsieg.
| Wett- bewerb  | Platz | Land | Voltigierer                      | Longenführer         | Pferd          | Wertung 1. Kür | Wertung 2. Kür | Gesamt- wertung |
| ------------- | ----- | ---- | -------------------------------- | -------------------- | -------------- | -------------- | -------------- | --------------- |
| Damen Einzel  | 1     | ITA  | Anna Cavallaro                   | Nelson Vidoni        | Harley         | 8,556          | 8,488          | 8,522           |
| Damen Einzel  | 2     | SUI  | Simone Jäiser                    | Rita Blieske         | Luk            | 8,376          | 8,347          | 8,361           |
| Damen Einzel  | 3     | NED  | Esther Sneekes                   | Marjo Sneekes        | Nolan          | 7,458          | 7,384          | 7,421           |
| Herren Einzel | 1     | FRA  | Nicolas Andréani                 | Marina Joosten Dupon | Quiece d’Aunis | 8,737          | 8,915          | 8,826           |
| Herren Einzel | 2     | FRA  | Jacques Ferrari                  | Francois Athimon     | Poivre Vert    | 8,549          | 8,577          | 8,563           |
| Herren Einzel | 3     | SUI  | Lukas Heppler                    | Rita Blieske         | Luk            | 8,179          | 8,260          | 8,219           |
| Doppel        | 1     | AUT  | Jasmin Lindner Lukas Wacha       | Maurits de Vries     | Bram           | 8,447          | 9,120          | 8,783           |
| Doppel        | 2     | GER  | Pia Engelberty Torben Jacobs     | Alexandra Knauf      | Danny Boy      | 8,204          | 8,502          | 8,353           |
| Doppel        | 3     | AUT  | Evelyn Freund Stefanie Millinger | Nina Rossin          | Robin          | 7,944          | 7,731          | 7,837           |

## Weltcup 2014/2015
Der Turnierkalender der Weltcupsaison 2014/2015 war mit Ausnahme des Finals zunächst identisch zur vorherigen Saison, es sollten Etappen in München, Stuttgart, Paris-Villepinte, Salzburg und Leipzig stattfinden. Da jedoch kein Paar dieser Weltcupsaison in Stuttgart seine Nennung abgab, wurde die Ausschreibung zu einer CVI Master Class abgewandelt. Als Standort für das Weltcupfinale wurde Graz ausgewählt.
Bei den vier verbliebenen Weltcupetappen gingen bei den Damen zwei Siege und damit die Führung in der Gesamtwertung an Lisa Wild. Wild hatte bereits 2011 eine Weltcupetappe gewonnen und hatte nach längerer Verletzung in der Saison 2013/2014 erstmals wieder eine Weltcupprüfung bestritten. Simone Jäiser folgte mit einem Sieg und einem zweiten Platz auf dem zweiten Rang, Rang drei mit 24 Wertungspunkten ging an Anna Cavallaro. Cavallaro hatte in dieser Weltcupsaison auf ihr Erfolgspferd Harley verzichten müssen, insbesondere ein fünfter Platz bei der Weltcupprüfung von Salzburg (achter Platz im ersten Umlauf) kostete sie wichtige Wertungspunkte.
Bei den Herren war es erneut Nicolas Andréani, der sich mit zwei Siegen auf die Spitzenposition brachte. Den zweiten Platz der Gesamtwertung teilten sich Viktor Brüsewitz, Julian Wilfling (beide Deutschland) und Lukas Klouda (Tschechien) mit je 26 Punkten. Bei den Doppelvoltigierern waren die drei besten Paare des Weltcupfinals 2014 auch in der Weltcupsaison 2014/2015 dominierend, jedoch in umgekehrter Reihenfolge: 30 Wertungspunkte erhielten Evelyn Freund und Stefanie Millinger, 28 Pia Engelberty und Torben Jacobs und 26 Jasmin Lindner und Lukas Wacha.

### Ergebnis Weltcupfinale 2015 in Graz
Im Februar 2015 fand erstmals ein Weltcupfinale im Voltigieren in Österreich statt. Als Austragungsort wurde das „Fest der Pferde Graz“, Reitturnier und Pferdesportmesse in der Stadthalle Graz ausgewählt.
Im Einzel der Damen konnte Vorjahressiegerin Anna Cavallaro wieder mit Harley antreten. Für ihre ausdrucksstarken Küren mit hohem Schwierigkeitsgrad erhielt sie eine Durchschnittsnote von 8,631. Doch den Sieg machten Lisa Wild und Simone Jäiser untereinander aus. Während der Sieg in der ersten Kür noch an Wild ging, siegte in der zweiten Kür mit der herausragenden Wertung von 9,218 Simone Jäiser. Doch im Gesamtergebnis ging der Weltcupfinalsieg mit einem Vorsprung von 0,010 an Lisa Wild, Jäiser wurde abermals Weltcupzweite.
Die Herrenwertung stand unter dem Zeichen des Karriereendes von Nicolas Andréani. Während der Franzose in der ersten Kür noch Thomas Brüsewitz den Vortritt lassen musste, gewann er die zweite Kür mit deutlichem Vorsprung und sicherte sich somit den dritten Weltcupfinalsieg seiner Sportlerlaufbahn.
Die Finalentscheidung im Pas de deux war durch mehrere Absagen getrübt: Pia Engelberty konnte aufgrund einer Prüfung ihres Studiums nicht nach Graz reisen, das Paar Freund/Millinger fiel verletzungsbedingt aus, für weitere Paare war die Organisation der Teilnahme nicht möglich. Somit gingen nur zwei Paare an den Start, der Sieg ging an das viertplatzierte Paar der Weltreiterspiele 2014: Gera Marie Grün und Justin van Gerven.
| Wett- bewerb  | Platz | Land | Voltigierer                       | Longenführer         | Pferd       | Wertung 1. Kür | Wertung 2. Kür | Gesamt- wertung |
| ------------- | ----- | ---- | --------------------------------- | -------------------- | ----------- | -------------- | -------------- | --------------- |
| Damen Einzel  | 1     | AUT  | Lisa Wild                         | Nina Rossin          | Robin       | 8,974          | 9,062          | 9,018           |
| Damen Einzel  | 2     | SUI  | Simone Jäiser                     | Rita Blieske         | Luk         | 8,797          | 9,218          | 9,008           |
| Damen Einzel  | 3     | ITA  | Anna Cavallaro                    | Nelson Vidoni        | Harley      | 8,754          | 8,508          | 8,631           |
| Herren Einzel | 1     | FRA  | Nicolas Andréani                  | Marina Joosten Dupon | Just a Kiss | 8,688          | 9,239          | 8,964           |
| Herren Einzel | 2     | GER  | Thomas Brüsewitz                  | Patric Looser        | Danny Boy   | 8,736          | 8,715          | 8,726           |
| Herren Einzel | 3     | GER  | Julian Wilfling                   | Alexander Zebrak     | Luino       | 8,462          | 8,630          | 8,546           |
| Doppel        | 1     | GER  | Gera Marie Grün Justin van Gerven | Patric Looser        | Danny Boy   | 7,269          | 8,474          | 7,872           |

## Weltcup 2015/2016
Mit der Saison 2015/2016 wurde die Durchführung von Einzel- und Pas de deux-Wertungen für alle Weltcupturniere verpflichtend, woraufhin sich Stuttgart aus dem Voltigier-Weltcup zurückzog. Neu kamen zwei Etappen hinzu: In der Weltcupserie 2015/2016 fanden Wertungsprüfungen bei Turnieren in Madrid (Madrid Horse Week), Paris-Villepinte, Salzburg, Mechelen (Jumping Mechelen) und Leipzig statt. Das Weltcupfinale im Einzel- und Doppelvoltigieren wurde 2016 in Dortmund ausgetragen.
Die ersten beiden Etappen des Weltcups in Madrid und Paris fanden am selben Wochenende statt. In Madrid waren zwar in allen drei Konkurrenzen Wertungsprüfungen ausgeschrieben worden, zu einer Durchführung der Pas-de-deux-Küren kam es jedoch nicht. Somit konnten die Doppelvotigierer in dieser Saison bei vier Etappen Wertungspunkte sammeln, die Einzelvoltigierer bei fünf Etappen.
Mit zwei Siegen aus nur zwei Turnierstarts sammelte Anna Cavallaro 30 Wertungspunkte in der Gesamtwertung Einzel Damen. Drei Siege aus vier Starts konnte Simone Jäiser erringen, auf Grund des Weltcupreglements erhielt sie ebenfalls 30 Wertungspunkte. Den dritten Platz mit je 24 Punkten teilten sich Anne Sophie Musset aus Frankreich und Kristina Boe aus Deutschland. Bei den Herren sammelte Jannis Drewell (Deutschland) die 30 Wertungspunkte. In seiner ersten Weltcupsaison nach einer verletzungsbedingten Karrierepause kam Daniel Kaiser (Deutschland) auf 28 Punkte. Die gleiche Wertungspunktezahl erreichte Clement Taillez aus Frankreich.
Pia Engelberty und Torben Jacobs sammelten mit zwei Etappensiegen 30 Punkte für die Gesamtwertung ein, hier kamen Erika di Forti und Lorenzo Lupacchini (Italien / 28 Wertungspunkte) auf den zweiten Rang.

### Ergebnis Weltcupfinale 2016 in Dortmund
Das Finale der Weltcupsaison 2015/2016 war zunächst nach Wien vergeben worden. Da das Wiener Pferdefest jedoch komplett abgesagt wurde, stand der Weltcup der Voltigierer ohne Finalstandort dar. Im Januar 2016 vergab die FEI das Finale neu, als Austragungsorte hatten sich Dortmund und Saumur beworben. Den Zuschlag bekam das traditionsreiche Westfalenhallen-Reitturnier (Signal Iduna Cup), welches bereits 1990 das Weltcupfinale der Springreiter und 1999 das Weltcupfinale der Dressurreiter ausgerichtet hatte.
Das Weltcupfinale wurde Anfang März 2016 durchgeführt. Die zweiten Küren der Damen und des Doppelvoltigierens wurden im Abendprogramm des Turniersamstags (5. März) ausgerichtet, die zweite Kür im Einzel der Herren fand am späten Vormittag des 6. März 2016 statt.
Das Pferd der Siegerin der Jahre 2013 und 2014, Anna Cavallaro, bestand den Vet-Check in Dortmund nicht, woraufhin Cavallaro mit einem Ersatzpferd im Einzel der Damen an den Start gehen musste. Sie kam mit deutlichem Rückstand zur Spitze auf den vierten Platz. Stattdessen dominierte Simone Jäiser den Wettbewerb. Nachdem sie mehrfach in Weltcupfinals auf den zweiten Platz gekommen war, griff Jäiser in den letzten beiden Prüfungen ihrer aktiven Voltigiererlaufbahn an und gewann beide Küren und somit das Weltcupfinale. Kristina Boe kam auf den zweiten Platz, die 22-jährige Österreicherin Isabel Fiala auf Rang drei.
Auch beim Doppelvoltigieren stand ein sportlicher Abschied an: Nach Abschluss ihres Lehramtsstudium zog sich Pia Engelberty aus dem Leistungssport zurück, Dortmund war ihr letzter Auftritt zusammen mit Torben Jacobs. Mit deutlichen Vorsprung und in der zweiten Kür mit einer Note von 9,217 gewannen beide klar das Weltcupfinale.
Beim Einzel der Herren als Favorit gestartet, leistete sich Jannis Drewell bereits zu Beginn seiner ersten Kür einen größeren Patzer. Daniel Kaiser hingegen überzeugte mit einer neuen Kür und gewann die Kür mit einem Notenvorsprung von 0,425 Punkten. Obwohl Drewell in der zweiten Kür seiner Favoritenrolle gerecht wurde und gewann, lag in der Endwertung des Weltcupfinals Kaiser vorne.
| Wett- bewerb  | Platz | Land | Voltigierer                       | Longenführer         | Pferd            | Wertung 1. Kür | Wertung 2. Kür | Gesamt- wertung |
| ------------- | ----- | ---- | --------------------------------- | -------------------- | ---------------- | -------------- | -------------- | --------------- |
| Damen Einzel  | 1     | SUI  | Simone Jäiser                     | Rita Blieske         | Luk              | 8,602          | 8,700          | 8,651           |
| Damen Einzel  | 2     | GER  | Kristina Boe                      | Winnie Schlüter      | Don de la Mar    | 8,348          | 8,632          | 8,490           |
| Damen Einzel  | 3     | AUT  | Isabel Fiala                      | Veronika Greisberger | Pink Floyd       | 7,838          | 8,225          | 8,032           |
| Herren Einzel | 1     | GER  | Daniel Kaiser                     | Nina Vorberg         | Down Under LR    | 8,817          | 8,697          | 8,757           |
| Herren Einzel | 2     | GER  | Jannis Drewell                    | Simone Drewell       | Diabolus         | 8,392          | 8,842          | 8,617           |
| Herren Einzel | 3     | FRA  | Vincent Haennel                   | Fabrice Holzberger   | Quartz d'Olbiche | 8,324          | 8,479          | 8,402           |
| Doppel        | 1     | GER  | Pia Engelberty Torben Jacobs      | Patric Looser        | Danny Boy        | 8,763          | 9,217          | 8,990           |
| Doppel        | 2     | ITA  | Erika di Forti Lorenzo Lupacchini | Meta Jans            | Wim              | 8,183          | 8,111          | 8,147           |
| Doppel        | 3     | USA  | Kimberly Palmer Cassidy Palmer    | Wolfgang Renz        | Leon             | 7,916          | 7,708          | 7,812           |

## Weltcup 2016/2017
Der Turnierkalender der Saison 2016/2017 war identisch zum Vorjahr mit Etappen in Madrid, Paris-Villepinte, Salzburg, Mechelen und Leipzig sowie dem Finale in Dortmund. Erneut kam es bei der Madrid Horse Week nicht zur Durchführung einer Wertungsprüfung im Doppelvoltigieren, das Turnier in Paris fand am gleichen Wochenende statt.
Mit je zwei Siegen lagen in der Gesamtwertung des Einzels der Damen zwei Voltigiererinnen vorne: Anna Cavallaro und ihr Longenführer Nelson Vidoni bestritten diese Weltcupsaison mit einem neuen Pferd, dem 2006 geborenen Fuchswallach Monaco Franze. Ebenso 30 Wertungspunkte sammelte die Vorjahres-Weltcupfinal-Zweite, Kristina Boe. Auf den dritten Rang mit 26 Punkten kam Silvia Stopazzini.
Stopazzini war zudem auch beim Pas de deux erfolgreich: Zusammen mit Lorenzo Lupacchini gewann sie die Wertungsprüfungen in Mechelen und Salzburg, nachdem sie zuvor in Leipzig auf den zweiten Platz gekommen war (30 Wertungspunkte für zwei Siege). 28 Wertungspunkte sammelte Torben Jacobs zusammen mit seiner neuen Sportpartnerin Theresa-Sophie Bresch. Im Einzel der Herren führte mit 30 Punkten der Schweizer Lukas Heppler die Gesamtwertung an. Auf Platz zwei kam Jannik Heiland (Deutschland / 26 Wertungspunkte).

### Ergebnis Weltcupfinale 2017 in Dortmund
Nachdem Dortmund im Vorjahr anstelle von Wien als Finalaustragungsort nachträglich ausgewählt worden war, vergab die FEI das Finale 2017 direkt an den Signal Iduna Cup. Das in der Dortmunder Westfalenhalle ausgetragene Turnier fand 2017 vom 2. bis 5. März statt.
Im Finale der Damen kam es zu einem Zweikampf um den Weltcupsieg: Während Anna Cavallaro in der ersten Kür noch mit 0,2 Punkten Vorsprung gewann, konnte Kristina Boe in der zweiten Kür mit minimalem Vorsprung gewinnen. Durch den Vorsprung aus der ersten Kür ging der Weltcupsieg 2017 an Cavallaro. Jeweils nur gut eine Stunde nach ihren Starts im Einzel der Damen standen für Silvia Stopazzini ihre Auftritte in den Küren des Pas de deux an. Stopazzini und Lorenzo Lupacchini gewannen beide Kürprüfungen klar und sicherten sich damit den Weltcupsieg.
Ähnlich wie im Finale der Damen, so kam es in der ersten Kür der Herren auch zunächst zu einer deutlichen Führung, der Vorjahreszweite Jannis Drewell siegte hier vor Lukas Heppler. In der zweiten Kür kam Heppler dicht an das Ergebnis von Drewell heran. Doch Jannis Drewell gewann auch diese Prüfung und wurde damit Weltcupsieger der Herren 2017.
| Wett- bewerb  | Platz | Land | Voltigierer                          | Longenführer                    | Pferd         | Wertung 1. Kür | Wertung 2. Kür | Gesamt- wertung |
| ------------- | ----- | ---- | ------------------------------------ | ------------------------------- | ------------- | -------------- | -------------- | --------------- |
| Damen Einzel  | 1     | ITA  | Anna Cavallaro                       | Nelson Vidoni                   | Monaco Franze | 8,662          | 8,646          | 8,654           |
| Damen Einzel  | 2     | GER  | Kristina Boe                         | Winnie Schlüter                 | Don de la Mar | 8,418          | 8,650          | 8,534           |
| Damen Einzel  | 3     | ITA  | Silvia Stopazzini                    | Laura Carnabuci                 | Hot Date Tek  | 8,083          | 8,401          | 8,242           |
| Herren Einzel | 1     | GER  | Jannis Drewell                       | Simone Drewell                  | Diabolus      | 8,642          | 8,797          | 8,720           |
| Herren Einzel | 2     | SUI  | Lukas Heppler                        | Nelson Vidoni                   | Monaco Franze | 8,375          | 8,733          | 8,554           |
| Herren Einzel | 3     | GER  | Jannik Heiland                       | Winnie Schlüter                 | Rockard H     | 8,293          | 8,518          | 8,406           |
| Doppel        | 1     | ITA  | Silvia Stopazzini Lorenzo Lupacchini | Laura Carnabuci                 | Rosenstolz    | 8,594          | 8,802          | 8,698           |
| Doppel        | 2     | GER  | Theresa-Sophie Bresch Torben Jacobs  | Alexandra Knauf                 | Picardo       | 8,188          | 8,689          | 8,439           |
| Doppel        | 3     | GER  | Jolina Ossenberg-Engels Timo Gerdes  | Claudia Döller-Ossenberg-Engels | Dragoner      | 8,006          | 7,837          | 7,922           |

## Weltcup 2017/2018
Neuer Standort eine Etappe des Weltcups waren in der Saison 2017/2018 die Anfang Februar in der Messe Offenburg-Ortenau in Offenburg durchgeführte BadenClassics. Die übrigen Stationen der Vorsaison blieben Teil der somit auf sechs Etappen angewachsenen Saison. Zum dritten Mal in Folge war Dortmund Austragungsort des Weltcupfinals.
Nach zwei Siegen und einem zweiten Platz lag nach Abschluss der sechs Etappen die Schweizerin Nadja Büttiker bei den Damen in Führung. Mit 28 Punkten reihten sich auf Rang zwei Kristina Boe und Corinna Knauf hinter ihr ein. Bei den Herren war die Situation annähernd identisch: Es führte aus der Schweiz Lukas Heppler, die Deutschen Jannis Drewell, Jannik Heiland und Viktor Brüsewitz folgten auf dem zweiten Platz.
Im Pas-de-deux hatte sich das dominierende Paar des Vorjahres, Silvia Stopazzini und Lorenzo Lupacchini, nicht an der Weltcupsaison beteiligt. Die Paare Theresa-Sophie Bresch / Torben Jacobs und Zoe Maruccio / Syra Schmid kamen auf je 28 Wertungspunkte und schlossen damit punktgleich auf Rang eins vor dem Weltcupfinale ab.

### Ergebnis Weltcupfinale 2018 in Dortmund
Auch in der Saison 2018 war das Weltcupfinale direkt an den Signal Iduna Cup in Dortmund vergeben worden. Im Jahr 2018 fand das in der Westfalenhalle durchgeführte Turnier vom 22. bis 25. März statt.
In der ersten Kür bestätigte Nadja Büttiker ihre Position in der Saisonrangierung und setzte sich mit Vorsprung vor Kristina Boe an die Spitze der Wertung. Die zweite Kür hingegen verlief weit weniger gut für sie: Büttiker rutsche während der Kür einmal weg und machte dabei einen ungeplanten Abgang vom Pferd. Dennoch zeigte sie die mit 8,293 Punkten zweitbeste Vorführung ihrer Konkurrenz. Für Kristina Boe hingegen verlief ihre Kür optimal, die Richter vergaben an sie und ihren Wallach Don de la Mar 8,835 Punkte. Im Durchschnitt beider Prüfung reichte dies für Boe, um Platz eins zu übernehmen und damit erstmals das Weltcupfinale zu gewinnen.
Die Entscheidung um den Titel im Pas-de-deux verlief eindeutig: Ungefährdet sicherten sich Theresa-Sophie Bresch und Torben Jacobs auf dem Rücken von Holiday On Ice den Weltcuptitel. In der zweiten Kür konnten auch Jolina Ossenberg-Engels
Timo Gerdes die Richter überzeugen, sie erhielten eine Note von 8,035. Doch bereits in der ersten Kür hatten sie ihre Chancen verbaut, dort waren ihnen zwei Stürze unterlaufen.
Hochklassig war das Starterfeld in Dortmund bei den Herren: Einzig Balázs Bence aus Ungarn konnte leistungsmäßig nicht mithalten und kam mit einem Gesamtergebnis von 6,237 Punkten auf Rang sechs. Die fünf weiteren Teilnehmer beendeten alle ihre Küren mit Noten von 8,0 und besser. Sieger beider Küren und damit auch Gewinner des Weltcuptitels wurde zum zweiten Mal in Folge Jannis Drewell.
| Wett- bewerb  | Platz | Land | Voltigierer                         | Longenführer    | Pferd              | Wertung 1. Kür | Wertung 2. Kür | Gesamt- wertung |
| ------------- | ----- | ---- | ----------------------------------- | --------------- | ------------------ | -------------- | -------------- | --------------- |
| Damen Einzel  | 1     | GER  | Kristina Boe                        | Winnie Schlüter | Don de la Mar      | 8,745          | 8,835          | 8,791           |
| Damen Einzel  | 2     | SUI  | Nadja Büttiker                      | Monika Winkler  | Keep Cool III      | 8,821          | 8,293          | 8,558           |
| Damen Einzel  | 3     | GER  | Corinna Knauf                       | Alexandra Knauf | Fabiola W          | 8,440          | 8,225          | 8,333           |
| Herren Einzel | 1     | GER  | Jannis Drewell                      | Gesa Bührig     | Claus              | 8,788          | 8,806          | 8,797           |
| Herren Einzel | 2     | FRA  | Clement Taillez                     | Cédric Cottin   | Dyronn             | 8,711          | 8,734          | 8,723           |
| Herren Einzel | 3     | GER  | Jannik Heiland                      | Winnie Schlüter | Highlander         | 8,468          | 8,672          | 8,570           |
| Doppel        | 1     | GER  | Theresa-Sophie Bresch Torben Jacobs | Alexandra Knauf | Holiday On Ice E   | 8,437          | 8,236          | 8,337           |
| Doppel        | 2     | SUI  | Zoe Maruccio Syra Schmid            | Michael Heuer   | Latino v. Forst CH | 7,938          | 7,701          | 7,820           |
| Doppel        | 3     | SUI  | Marina Mohar Céline Hofstetter      | Rita Blieske    | Saturnus           | 7,236          | 7,417          | 7,327           |

## Weltcup 2018/2019
Mit der Saison 2018/2019 entfiel im Regelwerk die Verpflichtung für die Veranstalter, Wettbewerbe in Pas-de-deux durchzuführen, nur noch die Einzelkonkurrenzen der Damen und der Herren blieben verpflichtend. Die zulässige Anzahl der Starter bei den Wertungsprüfungen und beim Weltcupfinale wurde bei den Einzelvoltigierern angehoben, je Geschlecht sind nun bis zu acht Teilnehmer zugelassen.
In der abschließenden Gesamtwertung vor dem Finale lag bei den Herren Jannik Heiland mit 30 Punkten vor Lukas Heppler mit 28 Punkten.

### Ergebnis Weltcupfinale 2019 in Saumur
Für das Finale 2019 bekam das April-Voltigierturnier „Saumur Voltige“ in Saumur den Zuschlag. Damit fand das Weltcupfinale erstmals nicht bei einem Turnier mit mehreren Pferdesportdisziplinen statt, sondern bei einem reinen Voltigierturnier.
| Wett- bewerb  | Platz | Land | Voltigierer                         | Longenführer                 | Pferd                 | Wertung 1. Kür | Wertung 2. Kür | Gesamt- wertung |
| ------------- | ----- | ---- | ----------------------------------- | ---------------------------- | --------------------- | -------------- | -------------- | --------------- |
| Damen Einzel  | 1     | GER  | Janika Derks                        | Jessica Lichtenberg          | Carousso Hit          | 8,835          | 8,671          | 8,753           |
| Damen Einzel  | 2     | SUI  | Marina Mohar                        | Simone Aebi                  | For Ever du Chalet CH | 8,345          | 8,435          | 8,390           |
| Damen Einzel  | 3     | GER  | Nadja Büttiker                      | Monika Winkler-Bischofberger | Keep Cool III         | 8,347          | 8,400          | 8,374           |
| Herren Einzel | 1     | COL  | Juan Martin Clavijo Vega            | Simone Aebi                  | For Ever du Chalet CH | 8,908          | 9,043          | 8,976           |
| Herren Einzel | 2     | GER  | Jannik Heiland                      | Barbara Rosiny               | Dark Beluga FRH       | 8,842          | 8,697          | 8,770           |
| Herren Einzel | 3     | GER  | Thomas Brüsewitz                    | Alexandra Knauf              | Danny Boy OLD         | 8,529          | 8,851          | 8,690           |
| Doppel        | 1     | GER  | Theresa-Sophie Bresch Torben Jacobs | Alexandra Knauf              | Danny Boy OLD         | 8,894          | 8,257          | 8,576           |
| Doppel        | 2     | USA  | Daniel Janes Haley Smith            | Christina Ender              | Feel the Beat         | 8,126          | 8,349          | 8,238           |
| Doppel        | 3     | SUI  | Syra Schmid Zoe Maruccio            | Michael Heuer                | Latino v. Forst CH    | 7,747          | 6,685          | 7,216           |

## Kein Weltcup 2020
Da sich nicht ausreichend viele Veranstalter für Weltcupetappen und für das Weltcupfinale fanden, wurde die Weltcupsaison 2019/2020 ausgesetzt.

## Weltcup 2021/2022
Zur Saison 2021/2022 wurde der Voltigierweltcup wieder gestartet. Der Charakter der Serie änderte sich: War der Weltcup bisher eine Serie von Indoor-Veranstaltungen, konnten sich nun alle CVI 3*-, CVI 4*- and CVI Master Class-Turniere auch im Sommerhalbjahr um den Status als Weltcupturnier bewerben. Weltcupetappen waren neben dem CHIO Aachen und der Weltmeisterschaft in Budapest zwei Turniere in Frankreich sowie je ein Turnier in Schweden, Ungarn und Italien.
Nach Abschluss der letzten Weltcupetappe vor dem Finale teilten sich sowohl bei den Damen als auch bei den Herren drei Voltigierer die Spitze des Klassements: Bei den Damen hatten Sheena Bendixen (Dänemark), Eva Nagiller (Österreich) und Manon Moutinho (Frankreich) jeweils 25 Punkte gesammelt. Bei den Herren waren jeweils 24 Punkte an Jannik Heiland (Deutschland), Lambert Leclezio und Theo Gardies (beide Frankreich) gegangen. Auch beim Pas de deux reichten 24 Punkte bei zwei Paaren für die Spitze der Weltcuprangierung, Romana Hintner und Eva Nagiller für Österreich sowie Sheena Bendixen und Emma Helene Kaps für Dänemark.

### Ergebnis Weltcupfinale 2022 in Leipzig
Zum zweiten Mal ist Leipzig Finalstandort des Voltigierweltcup. Wie bereits im Jahr 2011 handelt es sich um eine Kombiveranstaltung, bei der Weltcupfinals in vier Pferdesportdisziplinen ausgetragen werden.

## Internet
- FEI World Cup™ Vaulting auf der Internetseite des Internationalen Pferdesportverbands FEI